# The Hitcher - La lunga strada della paura
The Hitcher - La lunga strada della paura (The Hitcher) è un film del 1986 diretto da Robert Harmon. Tra i protagonisti sono presenti Rutger Hauer, C. Thomas Howell e Jennifer Jason Leigh.
Il film ha avuto un sequel nel 2003 intitolato The Hitcher II - Ti stavo aspettando..., mentre nel 2007 è stato realizzato un remake, The Hitcher, diretto da Dave Meyers.

## Trama
Il giovane Jim Halsey sta portando una Cadillac Seville del '75 da Chicago a San Diego, dove deve consegnarla al proprietario che ne ha richiesto il trasporto. Durante il viaggio, la stanchezza e un colpo di sonno che quasi gli causa un incidente lo spingono a offrire un passaggio a un autostoppista. Il misterioso personaggio, che si presenta come John Ryder (letteralmente John il Cavaliere), dopo poco si rivela uno psicopatico e minaccia Jim con un coltello alla gola. Il ragazzo, terrorizzato, riesce comunque a buttare giù il pazzo dall'auto in corsa per poi scappare.
Dopo diverse ore, il maniaco ricompare su di una station wagon con una tranquilla famiglia a bordo, la quale gli ha purtroppo dato un passaggio. Dopo pochi chilometri, Jim trova la macchina abbandonata e la famiglia uccisa. Jim, resosi definitivamente conto di quello che sta accadendo, comincia quindi una estenuante fuga dall'assassino che lo sta apertamente perseguitando. Jim finirà per coinvolgere nella sua fuga anche Nash, cameriera in una tavola calda lungo la statale, che suo malgrado lo appoggerà nel suo disperato tentativo di sopravvivere a Ryder, già autore di diversi tentativi di omicidio.
A complicare le cose interviene la polizia, che lo accusa di essere l'assassino stesso. Dopo essere stato messo in prigione, Ryder si ripresenta uccidendo tutti i poliziotti nella centrale, affibbiando la colpa a Jim e costringendolo così a scappare non solo da lui, ma anche dalle forze dell'ordine. Sentendosi al riparo in una stazione di servizio, viene però anticipato da Ryder, che distrugge tutto con l'auto nel tentativo di dargli fuoco. Sfuggito a quest'ennesimo agguato, Jim sequestra due poliziotti e riesce in questo modo a parlare con il loro capo via radio: Ryder interviene uccidendo i poliziotti dalla sua auto e costringendo Jim a una nuova fuga. Jim ormai sembra rassegnato al suicidio, ma per poco desiste.
Jim sale sul pullman su cui aveva visto precedentemente salire la sua amica cameriera e la convince di non essere lui l'assassino. I poliziotti tuttavia lo intercettano e uno di loro cerca di trovare un pretesto per ucciderlo nonostante la sua intenzione di arrendersi; ma interviene proprio Nash che, armata di pistola, lo aiuta a scappare. I due sono inseguiti da più pattuglie di polizia che sparano contro di loro, ma vengono "salvati" proprio da Ryder, che massacra tutti i poliziotti. La coppia di fuggitivi trova fortunosamente rifugio in un motel: Nash vorrebbe rivelare la propria posizione a suo padre, ma Jim le vieta di telefonare. Quando però il ragazzo va a fare una doccia Nash telefona a suo padre; proprio in quel momento Ryder si introduce nella camera e la sequestra.
Capito che cos'è successo, Jim esce dal motel e viene assalito da altri poliziotti, che questa volta hanno compreso la verità e l'innocenza del ragazzo:  Ryder ha legato Nash al suo furgone acceso e a una parete, in modo da smembrarla facilmente rilasciando la frizione. Su consiglio del capitano Esteridge, con cui Jim aveva già parlato via radio, il ragazzo sale sul furgone per cercare di sventare il piano di Ryder: il tentativo fallisce e la ragazza finisce brutalmente uccisa. John Ryder viene dunque arrestato. La polizia non riesce a trovare alcun documento, ma per fortuna Jim ricorda il suo nome e lo rivela agli agenti. Jim intuisce che Ryder riuscirà a liberarsi e ruba la pistola del capitano per eliminarlo definitivamente.
Le previsioni di Jim si rivelano corrette: John Ryder si libera dalle manette e uccide i poliziotti, poi sfonda il portellone del furgone in cui è rinchiuso e si getta nella macchina della polizia con cui lo stesso Jim lo sta seguendo. I due hanno una colluttazione ma Jim, grazie alla sua abilità di guidatore, riesce a liberarsi dell'uomo proprio mentre al volante e a investirlo con l'auto. Quando Jim scende dalla vettura per controllare se Ryder è morto davvero, questi finge di essere effettivamente defunto e riesce inizialmente a ingannare il ragazzo: nel momento in cui Ryder sta per aggredire Jim, tuttavia, quest'ultimo capisce di essere stato ingannato e gli spara prima che il criminale possa assalirlo. Con Ryder definitivamente morto, Jim è finalmente libero di riprendere in mano la propria vita.

## Produzione
L'autore della sceneggiatura Eric Red disse che il film era ispirato alla canzone dei Doors Riders on the storm, per il tema di un assassino sulla strada durante una tempesta. La scena iniziale si rifà proprio a questo, e di lì in poi si sviluppa il resto della trama. Sam Elliott e Terence Stamp furono contattati per il ruolo di John Ryder. Il regista Harmon e lo sceneggiatore Red confessarono comunque che il film non sarebbe mai stato lo stesso senza Rutger Hauer.
Il motel Roy's Motel and Diner dove ferma la corriera è uno dei luoghi simbolo della ex Route 66. Si trova ad Amboy, nel deserto del Mojave, California. Il film è ambientato principalmente nel deserto Californiano, lungo la ex Route 66 (ora Historic Route 66), e questo ha permesso di creare un certo senso di desolazione e di disorientamento, perfetto per fare da sfondo alle gesta dello psicopatico Ryder che sembra poter comparire da qualsiasi punto cardinale. Harmon spiegò diversi anni più tardi all'uscita del DVD, come il film fosse stato girato in maniera tale da non permettere di definirne un periodo preciso di ambientazione, creando uno scenario quasi irreale nel quale è difficile persino identificare i luoghi dove ci si trova.
Rutger Hauer eseguì parecchie delle scene stunt di automobile, sorprendendo la troupe e perfino i veri stunt-man. Nell'eseguire l'ultima parte dello stunt in cui Ryder si lancia dal pullman prigionieri e atterra dentro il fuoristrada guidato da Jim, Hauer si ruppe un dente colpendo il fucile a pompa che teneva in mano. Il particolare è chiaramente visibile nel film al minuto 86.
C. Thomas Howell confessò di essere intimorito da Rutger Hauer sia nella finzione scenica sia fuori dal set, per l'intensità che l'attore metteva nel ruolo di Ryder.

## Riconoscimenti
- Festival del film poliziesco di Cognac
  - Grand Prix

## Sequel e remake
Il film ha generato un sequel e un remake. Il primo, The Hitcher II - Ti stavo aspettando..., ritorna come protagonista C. Thomas Howell nel ruolo di Jim. Il secondo, un remake omonimo, è interpretato da Sean Bean, Zachary Knighton e Sophia Bush. Il film è stato diretto da Dave Meyers e prodotto dalla casa di produzione del regista Michael Bay.